# Kusk
En kusk er føreren af et hestetrukkent transportmiddel, f.eks. en hestevogn, en karet, en hestesporvogn eller en hesteomnibus. Som et kuriosum kaldes salgschaufførerne på øldepoternes lastbiler ofte stadig kuske (eller ølkuske) som et levn fra dengang øllet til værtshusene leveredes fra hestevogn.
På større godser og ved fyrstehuse samt ved kollektive trafikselskaber var kuske i reglen uniformerede. I Danmark må traditionelt kun Kongehusets (og greverne Danneskiold-Samsøes) kuske anvende rødt slag.